# Station Landgraaf
Station Landgraaf is het spoorwegstation van Landgraaf. Het stationsgebouw stamt uit 1893 en is van het standaardtype ZSM. Dit is het laatste gebouw in zijn soort dat niet is afgebroken. Oorspronkelijk heette het station Schaesberg, in 1986 kreeg het de naam van de in 1982 gevormde gemeente Landgraaf, waar Schaesberg deel van uitmaakt. In 1986 werd de lijn Heerlen - Kerkrade, waar station Landgraaf deel van uitmaakt, geëlektrificeerd. In 2018 werd ook de spoorlijn richting Herzogenrath geëlektrificeerd. Het station kan in zekere zin een vorkstation genoemd worden.
Op het station is een kaartautomaat aanwezig. Verder zijn er fietskluizen en een fietsenstalling aanwezig en liggen er parkeerplaatsen voor auto's. In het voormalige stationsgebouw is een Italiaans restaurant gevestigd.

## Evenementenperron
In 2012 heeft ProRail een van de perrons op station Landgraaf laten verlengen van 85 tot 146 meter en van 3 naar 6 meter verbreed, ten behoeve van de langere treinen tijdens Pinkpop. Op 24 mei 2012 verrichtte festivaldirecteur Jan Smeets de officiële opening van het perron met een speciale 'Pinkpoptegel'.

## Verbindingen
Station Landgraaf heeft drie sporen, sporen 1 en 2 liggen aan de lijn Sittard - Kerkrade, spoor 3 aan de lijn Maastricht - Aachen. De volgende treinseries halteren in de dienstregeling 2025 te Landgraaf:
| Serie            | Treinsoort                                             | Route                                                                                                | Bijzonderheden |
| ---------------- | ------------------------------------------------------ | --- | --- |
| 18900 RE 18 S 43 | Sneltrein / Regional-Express / S-trein (Arriva / NMBS) | (Luik-Guillemins – ) Maastricht – Heerlen – Landgraaf – Herzogenrath – Aachen Hbf                    | Drielandentrein (LIMAX). Tussen Luik-Guillemins en Maastricht wordt 1x/uur gereden. Tussen Maastricht en Aachen wordt 2x/uur gereden. |
| 32000 RS 18      | Stoptrein (Arriva)                                     | Maastricht Randwyck – Maastricht – Heerlen – Landgraaf – Eygelshoven – Chevremont – Kerkrade Centrum | |

## Galerij

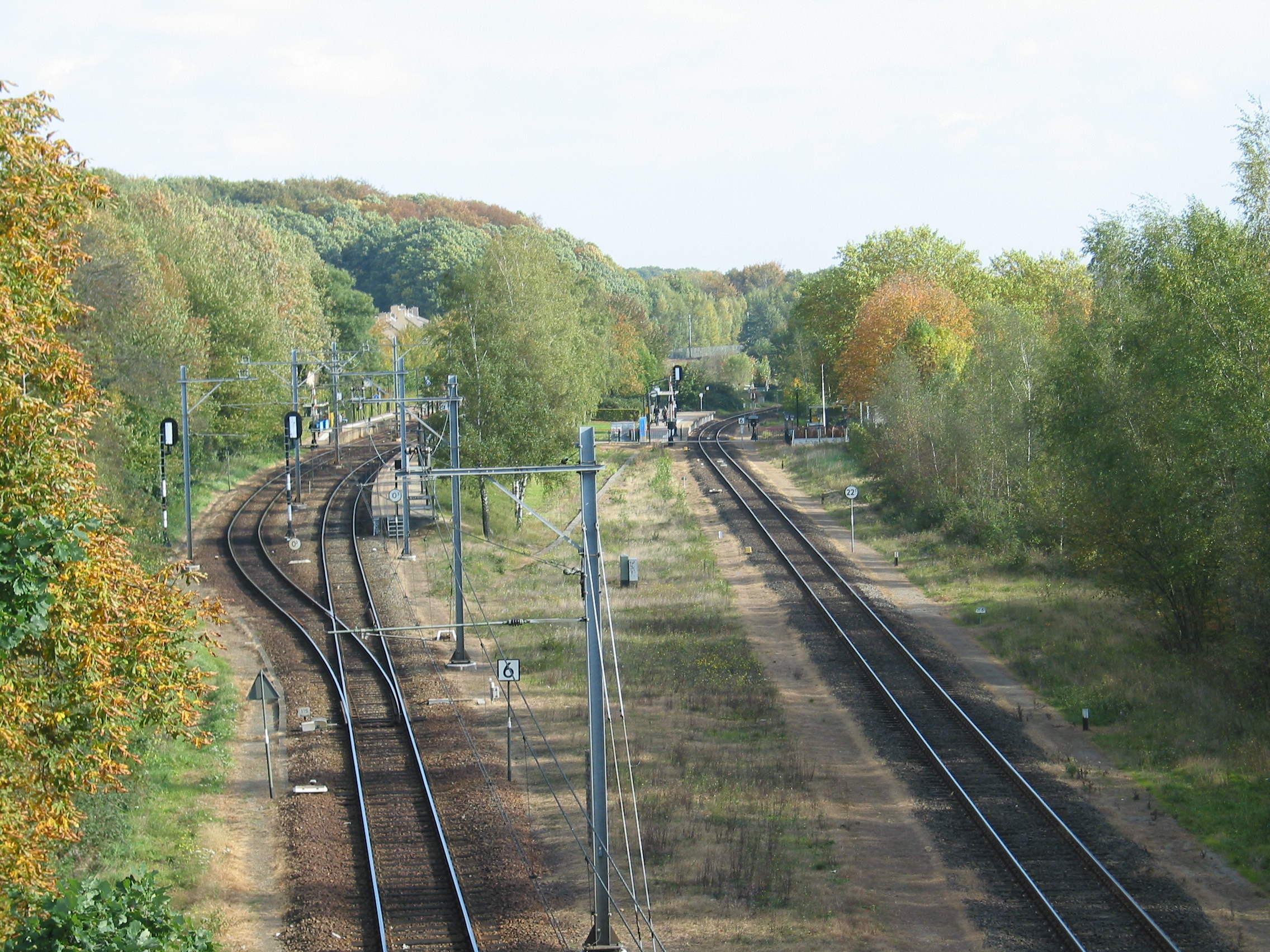
Links de sporen naar Kerkrade, rechts het spoor naar Herzogenrath en Eygelshoven Markt
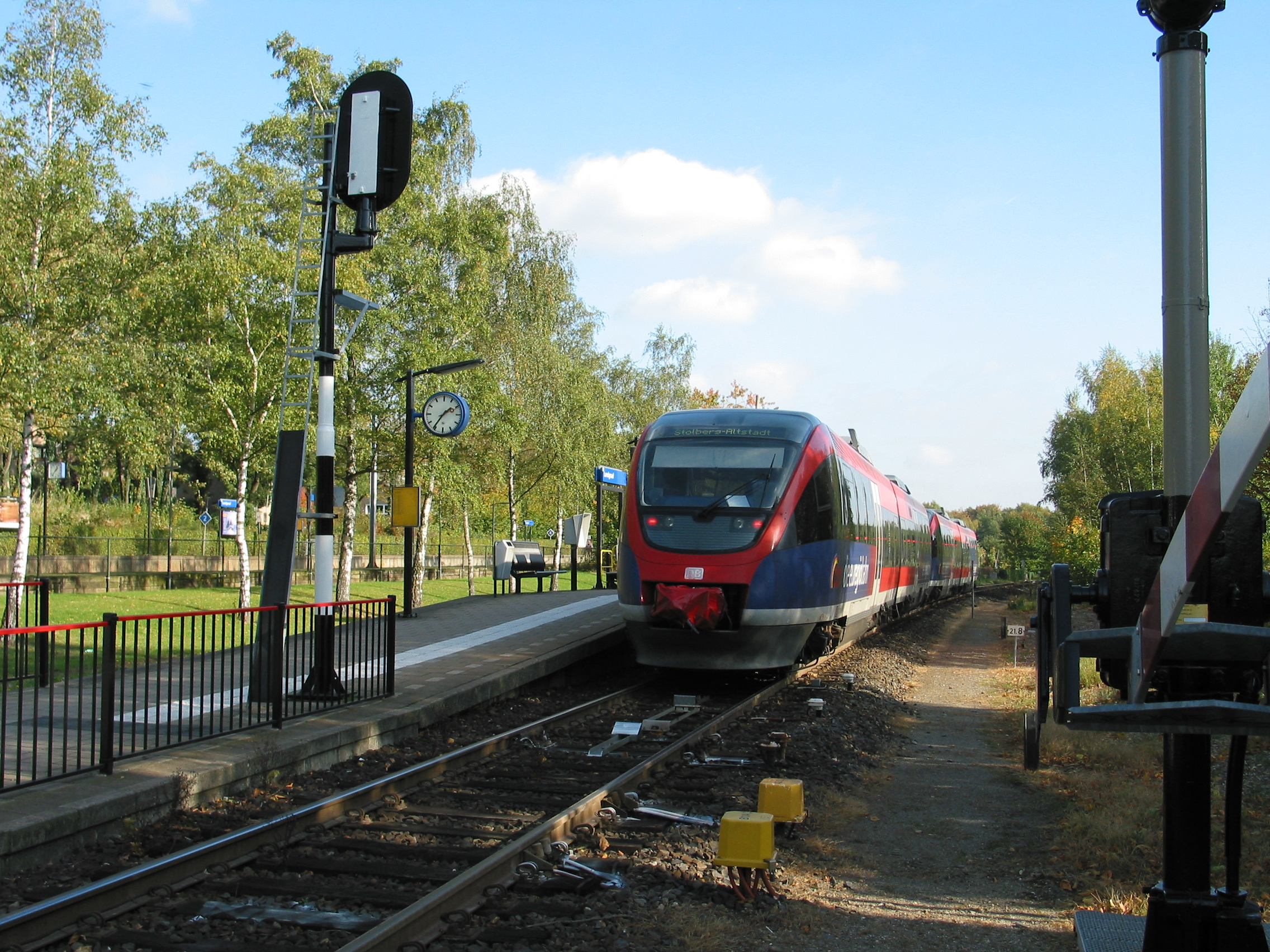
Aankomst Euregiobahn
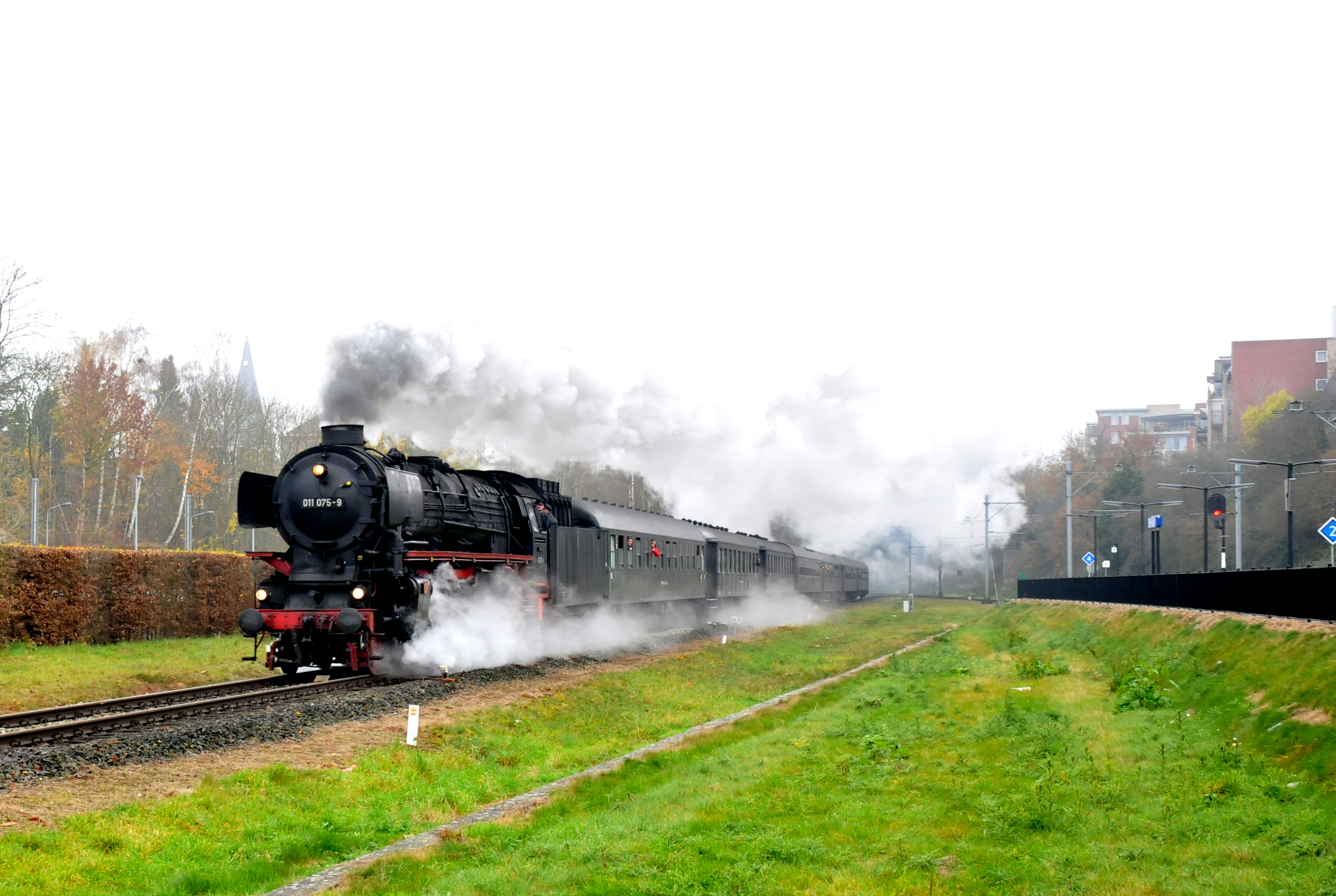
SSN-Kerst Express van Rotterdam naar Aachen
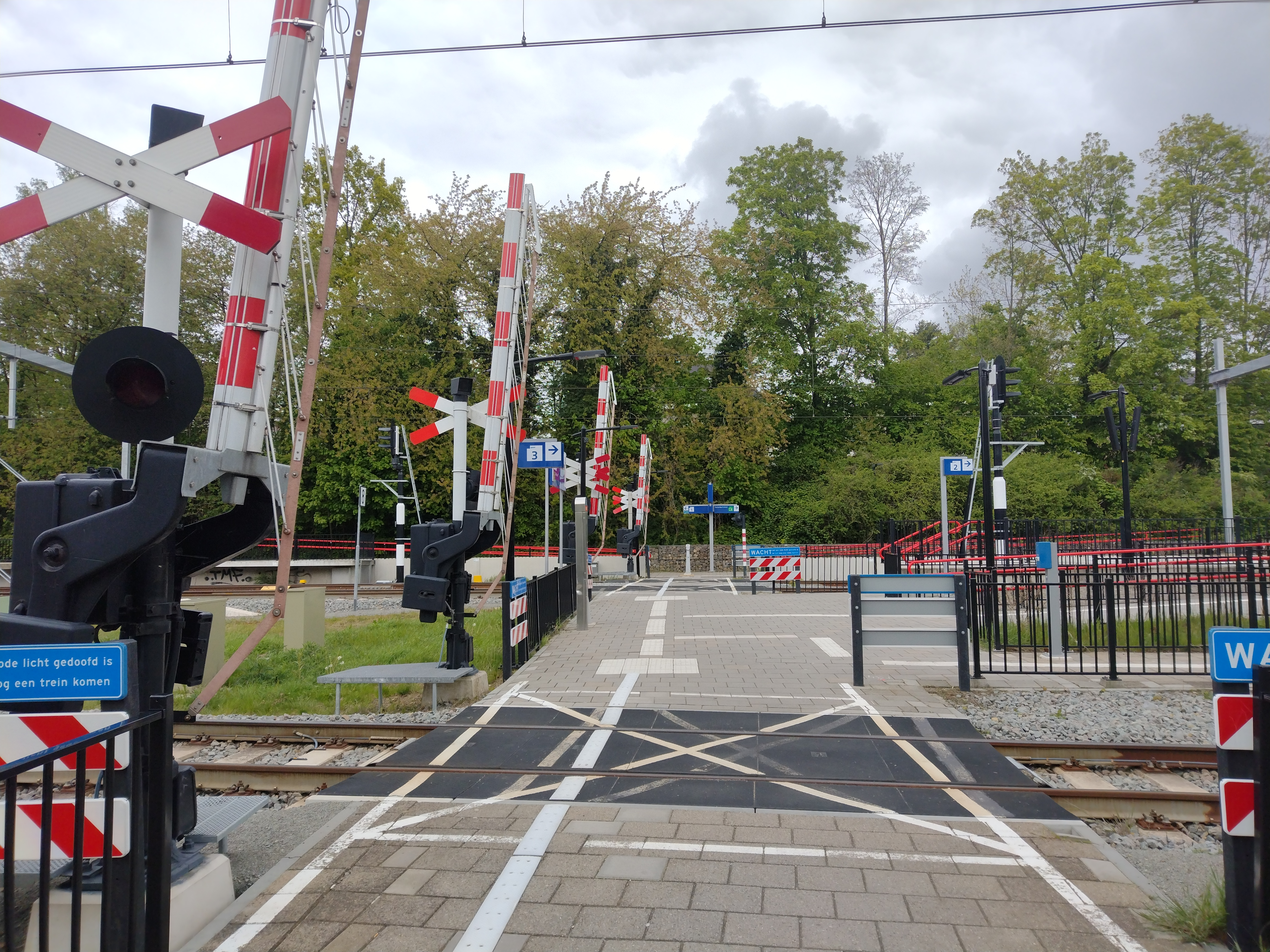
Spoorwegovergangen op het station
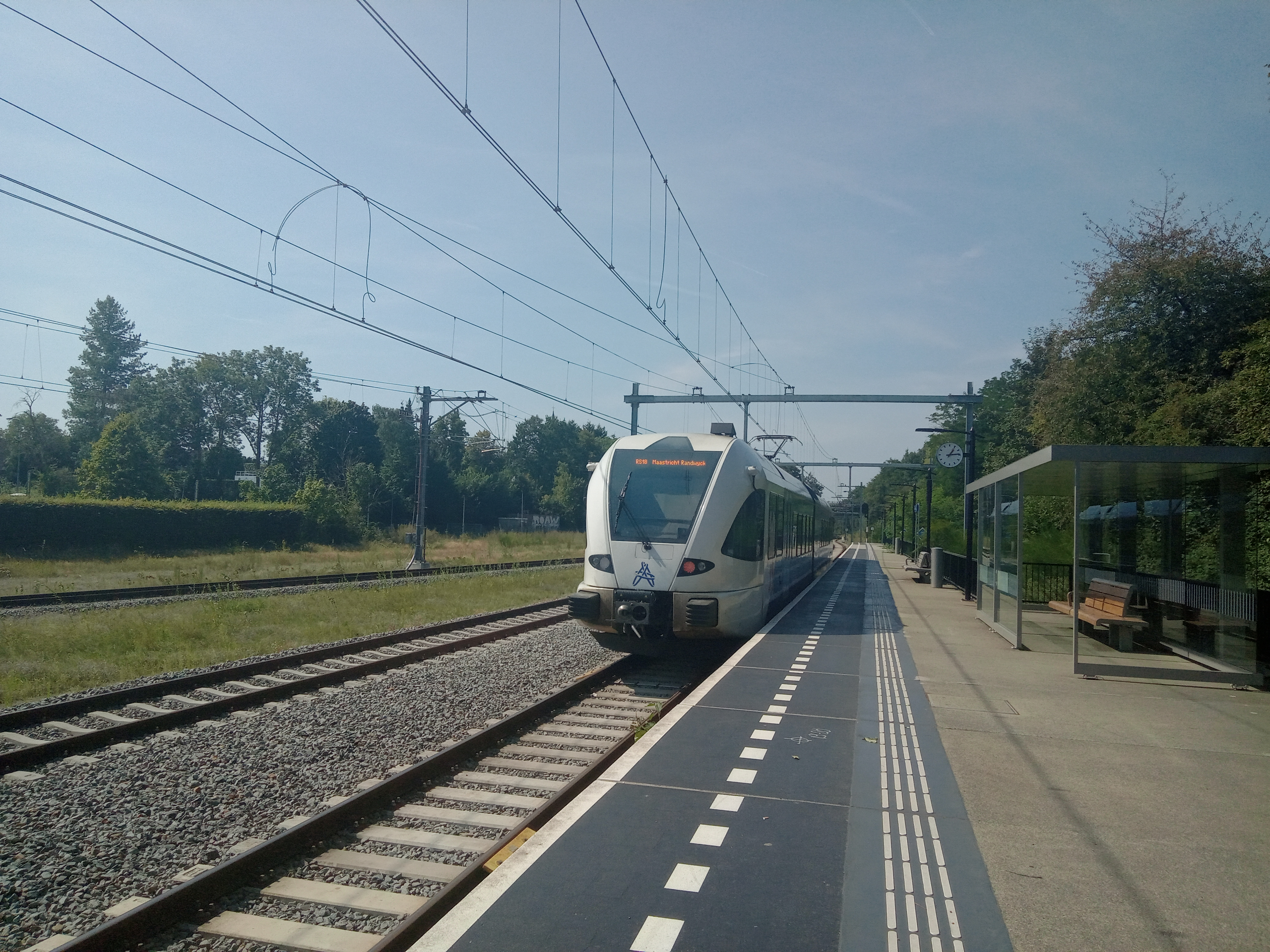
Arriva GTW op het station
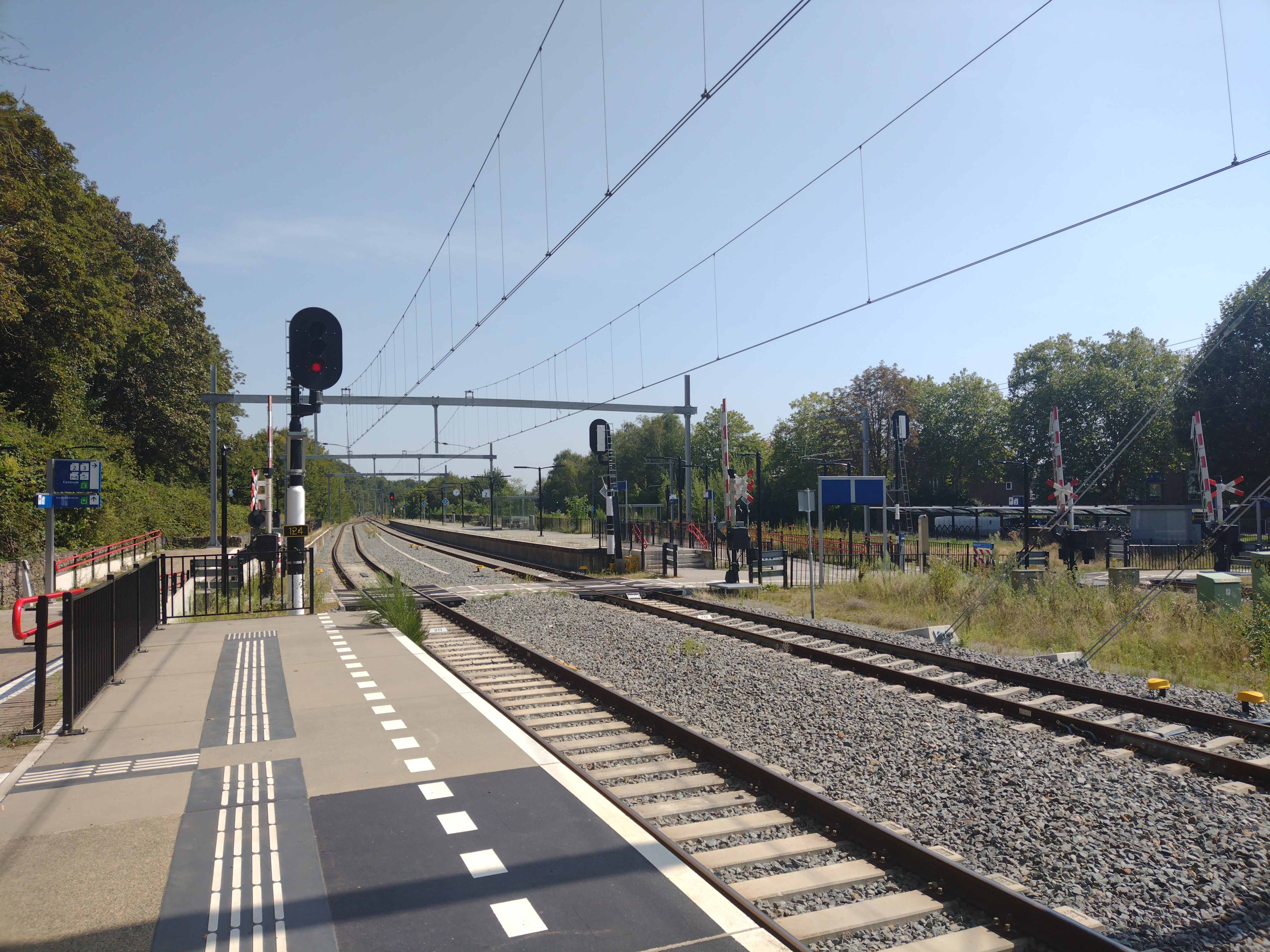
De perrons

0: Sittard · 2: Ophoven · 4: 
Geleen Oost · 7:
Spaubeek · 9:
Schinnen · 12:
Nuth · 15:
Hoensbroek · 19:
Heerlen · 20:
Heerlen de Kissel · 22:
Landgraaf · 25:
Eygelshoven Markt · 26:
Kerkrade Rolduc (Haanrade) · 27: Rolduc Lokaal · 29:
Herzogenrath
0: Landgraaf ·
2: Eygelshoven ·
4: Chevremont ·
6: Kerkrade Centrum ·
8: Spekholzerheide ·
12: Simpelveld
Beek-Elsloo ·
Blerick · 
Bunde · 
Chevremont · 
Echt ·
Eijsden ·
Eygelshoven ·
-Markt · 
Geleen:
-Lutterade · 
-Oost · 
Heerlen ·
-Woonboulevard ·
Hoensbroek · 
Horst-Sevenum · 
Houthem-Sint Gerlach · 
Kerkrade Centrum ·
Klimmen-Ransdaal · 
Landgraaf · 
Maastricht ·
-Noord · 
-Randwyck · 
Meerssen ·
Mook-Molenhoek ·
Nuth · 
Reuver · 
Roermond ·
Schin op Geul · 
Schinnen · 
Sittard · 
Spaubeek · 
Susteren · 
Swalmen · 
Tegelen · 
Valkenburg · 
Venlo · 
Venray ·
Voerendaal · 
Weert
Voormalige stations: zie de lijst van voormalige spoorwegstations in Limburg (Nederland)